# Волноваха
Волноваха (укр. Волноваха) је градић у Украјини, у Доњецкој области. Према процени из 2012. у граду је живело 23.370 становника.
Од марта 2022. године град је под контролом власти Доњецке Народне Републике.

## Становништво
Према процени, у граду је 2012. живело 23.370 становника.
| 1979.  | 1989.  | 2001.  | 2012.  |
| ------ | ------ | ------ | ------ |
| 25.411 | 26.371 | 24.647 | 23.370 |